# White Light, White Heat, White Trash
White Light, White Heat, White Trash är den amerikanska punkrockgruppen Social Distortions femte album, släppt 17 september 1996 på Epic Records. Det producerades av Michael Beinhorn. Albumtiteln är en travesti på The Velvet Undergrounds White Light/White Heat.
Albumet var gruppens sista studioalbum med gitarristen och originalmedlemmen Dennis Danell, som avled 2000, och även det sista för Epic Records. Det nådde 27:e plats på Billboard 200, den bästa placeringen för något av gruppens album.

## Låtlista
Samtliga låtar skrivna av Mike Ness, om annat inte anges.
1. "Dear Lover" - 4:43
2. "Don't Drag Me Down" - 3:51
3. "Untitled" - 4:45
4. "I Was Wrong" - 3:58
5. "Through These Eyes" - 3:15
6. "Down on the World Again" - 3:22
7. "When the Angels Sing" - 4:15
8. "Gotta Know the Rules" - 3:28
9. "Crown of Thorns" - 4:15
10. "Pleasure Seeker" - 3:33
11. "Down Here (With the Rest of Us)" - 4:19
12. "Under My Thumb" (Mick Jagger/Keith Richards) - 2:49